# ヤイリギター
株式会社ヤイリギター（Yairi Guitar）は、岐阜県可児市にあるアコースティックギターの製造会社で、自社ギターブランドであるK.Yairi（ケーヤイリ）・Alvarez yairi（アルバレツ・ヤイリ）の製造・販売を行っている。主力製品はアコースティックギターとエレクトリックアコースティックギターであるが、大正琴、ウクレレ、ブズーキなどの、ギター以外の弦楽器も製造している。

## 概要
- 日本においては「K.Yairi」（ケー・ヤイリ）の商標で知られる。輸出用の楽器を日本国内で発売することがあるが「K.Yairi」の商標で販売される[注釈 1]。
- 1970年代から「Alvarez yairi」（アルバレツ・ヤイリ）の商標でアメリカで販売され[注釈 2]、好評をもって受け入れられポール・マッカートニー、デヴィッド・クロスビー、グラハム・ナッシュ、リッチー・ブラックモア、カルロス・サンタナ、ドミニク・ミラーなどの欧米のミュージシャンが使用している。
- 日本国内でも評価が高まり、近年は浅井健一、長渕剛、向井秀徳、GLAY、BEGIN、桑田佳祐、松本孝弘、矢井田瞳、エレファントカシマシ、橋本絵莉子、山根万理奈、萩原健也など、日本のミュージシャンの使用例も多数ある。
- 2009年より、CD・DVDを販売する新星堂が日本総販売元となり、Alvarez・Yairi(アルヴァレズ・ヤイリ)の国内での販売は山野楽器ロックイン（元新星堂の楽器専門店ROCK INN）でのみ取り扱われていた。
- 2012年（平成24年）現在、ヨーロッパ向けには「K.Yairi Europe」（ケー・ヤイリ・ヨーロッパ）の商標を使用している。
- 前社長であり、ギターメーカーとしては事実上の創業者矢入一男が本格的な国産ギター作りを目指し、アメリカで学んだ経験がある。この時の経験から、原材料の木材から吟味しその木の特徴に合わせて製作工程の機械化を最小限に留めて大部分を職人が手作業で行なう工法を取っており、2012年（平成24年）現在でも大量生産はされていない。職人約30名で1日25本程度の生産数である。
- 代表的な機種として、YW-1000[注釈 3]、LEOシリーズ[注釈 4]、エンジェルシリーズ[注釈 5]、一五一会（4本弦のオリジナル弦楽器。BEGINと共同開発）等がある。
- 標準仕様のカタログ掲載機種の他に特別注文によるオーダーメイドを受け付けている。通常の生産ラインとは別にカスタムショップと呼ばれる工房で専任の技術者が製造を担当しており、装飾や塗装の色のみではなく材質・形状・希望する音の傾向など多岐に渡り注文することが可能である。
- ヤイリギターは永久保証システムが採用されている。基本的にどんなに古く、破損があっても不可能でない限り修理される。初期不良でなければ有償だが、修理代金は割安である。ただし、自社製品以外の修理は原則的に受け付けていない。
- 各地の楽器店に技術者を派遣して希望者の楽器（ヤイリギター製品に限る）を診断し、その場で可能な調整・修理を行うギタークリニックを定期的に開催している。その場で対処不可能な楽器は希望すれば発送してヤイリギター工場で修理を受けることができる。このように製品に対するアフターケアが充実している点も同社製品のセールスポイントになっている。

## 略歴
- 1935年（昭和10年） - 矢入儀市が鈴木バイオリン製造から独立し、名古屋市に矢入楽器製作所を設立。
- 1945年（昭和20年） - 空襲を避けるため岐阜県可児郡今渡町（現：可児市）に移転。
- 1955年（昭和30年） - 学校教育用の木琴を製造。このころから楽器の販売実績が低迷し、木箱等を製造して経営を維持する。
- 1962年（昭和37年） - 矢入儀市の長男である前社長矢入一男が本格的ギター作りを学ぶため渡米。
- 1965年（昭和40年） - 株式会社ヤイリギターに社名変更。矢入一男が代表取締役社長に就任。
- 1970年（昭和45年） - アメリカの楽器商セントルイス・ミュージックと契約。輸出ブランド名「Alvarez yairi」として輸出開始。現在地に移転。
- 1972年（昭和47年） - 永久保証システム採用。YWシリーズ発表。製品シンボルマーク[注釈 6]を制定。
- 1979年（昭和54年） - オーダーメイドシステム確立。
- 1980年（昭和55年） - ミュージックガーデンK21を開設。ショールームにライブスペース、軽喫茶コーナーを併設した。
- 1983年（昭和58年） - 木曽川が氾濫してミュージックガーデンK21が被災。閉鎖を余儀なくされる。
- 1992年（平成4年） - エンジェルシリーズ発売開始。
- 1997年（平成9年） - トラベルギターENJOYシリーズ発売開始。
- 2002年（平成14年） - 一五一会を発表。以降シリーズ化して継続販売する。
- 2005年（平成17年） - 創立70周年。
- 2014年（平成26年） - 代表取締役社長の矢入一男が3月5日に、多臓器不全のため死去[1]。81歳没。
- 2015年（平成27年） - 創立80周年。

## 矢入楽器製造との関係
「S.Yairi」を製造していた矢入楽器製造は矢入楽器製作所（のちのヤイリギター）の創業者である矢入儀市の弟・矢入貞夫が1938年（昭和13年）に名古屋市で創業した。マーティンを手本とし、1970年代には谷村新司、井上陽水など著名なミュージシャンにも愛用され、事業を拡大した。モーリス楽器製造やアイルランドのローデンなど同業他社のOEM製造も手掛けたが、フォークソングブームに陰りが見えアコースティックギターの売り上げが落ち込むと同社は貞夫の息子の矢入寛の頃の1982年（昭和57年）に倒産した。2000年（平成12年）、キョーリツコーポレーションが矢入寛の監修のもとでブランドを復活させて販売を開始した。なお、廉価モデルは中国製、高額なモデルは名古屋市の寺田楽器製作所に製造を委託している(また、一部の日本国内製造品については、トラスロッドの形状から長野県松本市のディバイザーで製造されたのではないかと言われる)。
ヤイリギターと矢入楽器製造はたまたま創業者同士が親族というだけで、創業時から全く別の事業体であり、ヤイリギターは矢入楽器製造とは「一切無関係」と宣言している。